# Le Propre de l'homme (film)
Pour les articles homonymes, voir Le Propre de l'Homme.
Pour plus de détails, voir Fiche technique et Distribution.
Le Propre de l'homme est un film français réalisé par Claude Lelouch, sorti en 1961.

## Synopsis
Deux amants se rencontrent et s'aiment dans Paris.

Le film propose une exploration des mécanismes de la construction d'un couple à partir de deux singularités.

## Fiche technique
- Titre original : Le Propre de l'homme
- Réalisateur : Claude Lelouch
- Scénario : Claude Lelouch
- Photographie : Jean Boffety
- Montage : Monique Bonnot
- Musique : Ian Bennets, Pete Watson, Alex Campbell
- Production : Pierre Braunberger
- Société de production : Les Films 13
- Pays de production :  France
- Langue originale : français
- Format : Noir et blanc  — 35 mm — son mono
- Genre : Comédie dramatique
- Durée : 90 minutes
- Date de sortie : 8 mars 1961

## Distribution
- Claude Lelouch : Claude
- Janine Magnan : Janine
- Amidou

## Autour du film
- Le film est produit grâce aux économies du père de Lelouch[réf. souhaitée].
- À la demande de Lelouch, Nicolas Schöffer réalise pour lui une séquence abstraite à partir de ses sculptures. C'est cet enregistrement qui termine le film où le mot « Fin » est dessiné à la main par Schöffer. Il s'agit de l'unique séquence encore disponible du film.
- La bande sonore de la séquence finale fait intervenir Django Reinhardt, des pleurs de bébé, des bruits de noces, des trompettes de guerre, etc.
- Le film, le premier long métrage de Claude Lelouch à 23 ans, fut un échec commercial total. Renié par Lelouch, déçu de cet échec, toutes les copies du film auraient été détruites par lui-même[1],[2].